# Hugh Lupton
Hugh Lupton (* 1952) ist ein englischer Erzähler (storyteller) und Autor.
Basierend auf seinem Interesse an traditioneller Musik, Straßentheater und Live-Rezitation wurde Lupton 1981 ein professioneller Storyteller. Mit Ben Haggarty und Sally Pomme Clayton gründete er 1985 die Company of Storytellers, die sich dem Storytelling für ein erwachsenes Publikum widmete. Die Company zog zwölf Jahre lang durch Großbritannien, trat in Kunstzentren und Theatern auf und war am National Oracy Project beteiligt. Zum Repertoire der Company zählten u. a: The Three Snake Leaves über die dunklen Seiten der Grimmschen Märchen und I Become Part of  It, eine fiktive steinzeitliche Mythologie.
Daneben arbeitete Lupton auch mit anderen Künstlern zusammen. Mit dem Singer-Songwriter Chris Wood entstanden The Horses und On Common Ground. Mit Daniel Morden wandte er sich der griechischen Mythologie zu (Ilias, Odyssee, Ikarus). Weitere künstlerische Partner waren die Komponistin und Sängerin Helen Chadwick, der Perkussionist Rick Wilson und die Künstlerin Liz McGowan.
Lupton tourte im Auftrag des British Council durch Afrika und Südamerika, trat regelmäßig in den USA und Europa auf, arbeitete für Rundfunk und Fernsehen und veröffentlichte die Legendensammlung Tales of Wisdom and Wonder. 2005 entstand im Auftrag des National Theatre und des Radio 3 der BBC Late Junction. Sein Song One in a Million (mit Chris Wood) wurde 2006 von der BBC als Song of the Year ausgezeichnet. 2007 führte er mit Nick Hennessey im Auftrag des Festival at the Edge The Liberty Tree auf. Im Auftrag des Bath Literature Festival entstand 2009 The Homing Stone, eine Darstellung der Flucht von Luptons Großonkel Arthur Ransome aus Moskau 1919.
2010 veröffentlichte Lupton seinen ersten Roman The Ballad of John Clare. Im Folgejahr entstand das Mysterienspiel A Mighty Water für das Bergh Apton Festival in Norfolk. Eine neue Version von Three Snake Leaves führte die Company of Storytellers 2012 mit den Musikern Dylan Fowler und Jill Stevens auf. Für den Getty Trust in Los Angeles schrieb er im gleichen Jahr mit Helen Chadwick den Liederzyklus Aphrodite and the Gods of Love. 2014 schrieb er eine Reihe von Mysterienspielen nach den mittelalterlichen Legends of the Rood sowie zwei Theaterstücke zum Ausbruch des Ersten Weltkrieges.